# Hangarter
Hangarter ist ein seltener Familienname, der in Deutschland vor allem in Baden-Württemberg vorkommt.